# Sven Schreivogel
Sven Michael Schreivogel (* 1972 in Göttingen) ist ein deutscher Hörspielproduzent.
Bevor Schreivogel mit der Produktion von Hörspielen begann, arbeitete er als Journalist, Schriftsteller, Schauspieler und Regisseur. Er absolvierte eine Schauspielausbildung bei Gilles Tschudi in Göttingen und das Studium zum Filmemacher an der Kaskeline-Film-Akademie in Berlin.
Seine Hörspiele produzierte er bis 2017 mit seiner Firma Nocturna Audio. Seit 2018 heißen seine Label Saphir Tonart und Saphir Hörkids. Er wohnt in der nordhessischen Gemeinde Neu-Eichenberg.

## Filmografie (Auswahl)
- 1992: Deutschfieber (Darsteller)
- 1996: Der Seelenspiegel (Regisseur)
- 2015: Der 12. Mann (Kamera)[2]

## Hörbücher und Hörspiele (als Produzent und Regisseur, Auswahl)
- Marc & Penny: Der Geist auf der Wiese (2004)
- Die 1000 Augen des Dr. Mabuse (2004)
- Im Stahlnetz des Dr. Mabuse (2005)
- Die unsichtbaren Krallen des Dr. Mabuse (2005)
- Kommissar X: Der Panther aus der Bronx (2005)
- Kommissar X: Eine Kugel für den Richter (2006)
- Die jungen Detektive und die Teufelsgestalt (nur Regie, 2014)[3]
- Effi Briest – Hörspiel nach dem Roman von Theodor Fontane (2015)
- Nocturnas Geisterstunde: Der Fluch – Die Nacht der zwei Monde (2015)[4]
- Gordon Black – Der Monstermacher (2015)
- Edgar Wallace – Der Safe mit dem Rätselschloss (2018)